# Slijmzwamkevers
De slijmzwamkevers (Sphindidae) zijn een familie van kevers (Coleoptera) in de onderorde van de Polyphaga.
In Nederland worden, uit deze familie, Aspidiphorus orbiculatus en Sphindus dubius waargenomen.